# Religião no Canadá
Religiões no Canadá em 2011 (Pesquisa Nacional de Domicílios de 2011)
Religião no Canadá engloba uma ampla gama de grupos e crenças. o cristianismo é a maior religião do Canadá com Católicos sendo o maior grupo, Cristãos representam 67,3% da população em 2011, são seguidos por pessoas sem religião, com 23,9%  da população total. Outras religiões incluem muçulmanos (3,2%), hindus (1,5%), sikhs (1,4%), budistas (1,1%) e judeus (1,0%). As taxas de adesão religiosa estão diminuindo constantemente. O preâmbulo da Carta Canadense de Direitos e Liberdades se refere a Deus. O monarca carrega o título de " Defensor da Fé ", e deve se declarar protestante e garantir a sucessão protestante para o trono. No entanto, o Canadá não tem religião oficial e o apoio ao pluralismo religioso e à liberdade de religião é uma parte importante da cultura política do Canadá.
Antes da colonização europeia, as religiões aborígines eram em grande parte animistas ou xamânicas, incluindo uma intensa reverência tribal pelos espíritos e pela natureza. A colonização francesa iniciada no século XVII estabeleceu uma população francófona católica romana na Nova França, especialmente Acadia (mais tarde no Canadá inferior , agora Nova Escócia e Quebec). A colonização britânica trouxe ondas de anglicanos e outros protestantes para o Canadá Superior, agora Ontário. O Império Russo propagou o cristianismo ortodoxo em pequena escala para as tribos do extremo norte e das costas ocidentais, particularmente os nômades hiperbóreos, como os inuits; A Ortodoxia chegaria ao continente com imigrantes da União Soviética, Bloco Oriental, Grécia e outros lugares durante o século XX.

Com o cristianismo em declínio depois de ter sido uma vez central e parte integrante da cultura canadense e vida diária, o Canadá tornou-se uma sociedade pós-cristã bem secularizada, apesar da maioria dos canadenses alegando uma afiliação com o cristianismo . A maioria dos canadenses considera a religião sem importância em suas vidas diárias, mas ainda acredita em Deus. A prática da religião é agora geralmente considerada um assunto privado em toda a sociedade e no estado.

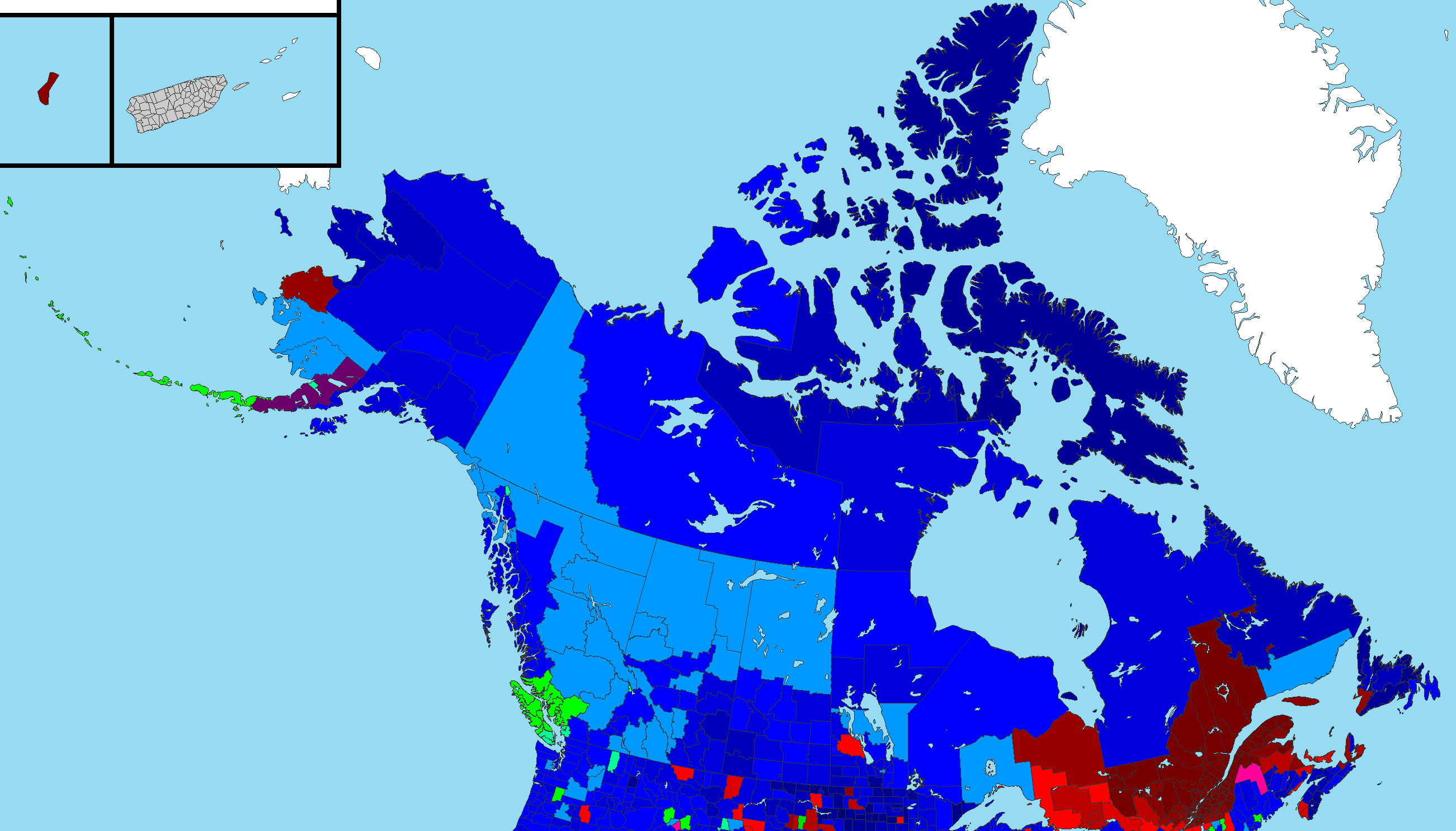
Mapa das maiores vertentes cristãs no Canadá em 2016, por região.
Protestantismo
Maioria sem religião
Catolicismo

## Governo e religião
O Canadá hoje não tem igreja oficial e o governo está oficialmente comprometido com o pluralismo religioso. Embora o oficialismo do governo canadense esteja ligado à religião, especificamente o cristianismo, são poucos, o preâmbulo da Carta Canadense de Direitos e Liberdades faz referência à "supremacia de Deus". O hino nacional em ambas as línguas oficiais também se refere a Deus. no entanto, a ascensão da irreligião dentro do país e afluxo de povos não cristãos levou a uma maior separação entre governo e religião, demonstrado em formas como "feriados de Natal" sendo chamados de "festivais de inverno" em escolas públicas. Algumas escolas religiosas são financiadas pelo governo conforme a Seção Vinte e Nove da Carta Canadense de Direitos e Liberdades.
O Canadá faz parte do Commonwealth em que o chefe de estado é compartilhado com outros 15 países. Como tal, o Canadá segue as leis de sucessão do Reino Unido para seu monarca protestante, que impedem os católicos romanos de herdarem o trono. Dentro do Canadá, o título da Rainha inclui as frases "Pela graça de Deus" e "Defensor da Fé".
Natal e Páscoa são feriados nacionais e, embora judeus, muçulmanos e outros grupos religiosos possam tirar seus dias sagrados do trabalho, eles não compartilham o mesmo reconhecimento oficial. Em 1957, o Parlamento declarou o Dia de Ação de Graças "um dia de agradecimento geral ao Deus Todo-Poderoso pela abundante colheita com a qual o Canadá foi abençoado".
Houve uma batalha em curso no final do século XX para ter vestimenta religiosa aceita em toda a sociedade canadense, focada principalmente em turbantes sikhs. As Forças Armadas canadenses autorizaram o uso de turbante em 1986, depois a Real Polícia Montada do Canadá seguiu em 1988 e eventualmente outras agências do governo federal aceitaram membros usando turbantes.

## Resultados do Censo
No Inquérito Nacional aos Agregados Familiares do Canadá de 2011 (o censo de 2011 não perguntou sobre afiliação religiosa mas a pesquisa enviou a um subgrupo da população), 67% da população canadense listam o Catolicismo Romano ou Protestantismo ou outra denominação Cristã como sua religião, consideravelmente menos de 10 anos antes no Censo Canadá 2001, onde 77% da população listou uma religião cristã. Representando dois em cada cinco canadenses, a Igreja Católica Romana no Canadá é a maior denominação única do país. A secularização vem crescendo desde a década de 1960. Em 2011, 23,9% declararam não haver afiliação religiosa , em comparação com 16,5% em 2001.
Nos últimos anos tem havido aumentos substanciais nas religiões não cristãs no Canadá. De 1991 a 2011, o islamismo cresceu 316%, o hinduísmo 217%, o sikhismo 209% e o budismo 124%. O crescimento das religiões não cristãs expressas como uma porcentagem da população do Canadá subiu de 4% em 1991 para 8% em 2011. Em termos da proporção de não cristãos para cristãos, ela cresceu de 21 cristãos (95% da população religiosa) para 1 não cristão (5% da população religiosa) em 1991 para 8 cristãos (89%) para 1 não cristão (11%) em 2011, um aumento de 135% da proporção de não cristãos para cristãos, ou um declínio de 6,5% dos cristãos para não cristãos, em 20 anos.
| Religião                           | Número de membros | Percentagem(%) |
| ---------------------------------- | ----------------- | -------------- |
| Catolicismo                        | 13.810.920        | 36,8%          |
| - Igreja Católica Romana           | 13.810.920        | 36,8%          |
| - Igrejas Católicas sui iuris      | 81.835            | 0,2%           |
| Protestantismo e outros cristãos   | 12.741.355        | 35%            |
| - Igreja Unida do Canadá           | 2.007.610         | 6,1%           |
| - Igreja Anglicana do Canadá       | 1.631.845         | 5%             |
| - Batistas                         | 635.840           | 1,9%           |
| - Pentecostais                     | 478.705           | 1,5%           |
| - Luteranos                        | 478.185           | 1,5%           |
| - Presbiterianos                   | 472.385           | 1,4%           |
| Outros cristãos                    | 3.036.785         | 9,2%           |
| Igreja Ortodoxa - de vários países | 550.690           | 1,7%           |
| Islamismo                          | 1.053.945         | 3,2%           |
| Hinduísmo                          | 497.960           | 1,5%           |
| Siquismo                           | 454.965           | 1,4%           |
| Budismo                            | 366.830           | 1,1%           |
| Judaísmo                           | 329.500           | 1%             |
| Religiões aborígenes               | 64.940            | 0,2% nuut      |
| Outras religiões                   | 130.835           | 0,4%           |
| Sem filiação religiosa             | 7.850.605         | 23,9%          |
| - Agnósticos                       | 36.285            | 0,1%           |
| - Ateus                            | 48.675            | 0,1%           |
| - Humanistas                       | 3.455             | 0,01%          |
| - Sem religião                     | 7.762.195         | 23,6%          |

## História

### Antes de 1800
Antes da chegada dos europeus, as Primeiras Nações seguiram uma grande variedade de religiões e espiritualidade principalmente animistas . Os primeiros europeus a se estabelecerem em grande número no Canadá eram os católicos romanos franceses de rito latino, incluindo um grande número de jesuítas que estabeleceram várias missões na América do Norte. Eles se dedicaram a converter os nativos; um esforço que acabou se mostrando bem sucedido.
As primeiras grandes comunidades protestantes foram formadas nos Marítimos depois de terem sido conquistadas pelos britânicos. Incapaz de convencer imigrantes britânicos suficientes para ir à região, o governo decidiu importar protestantes continentais da Alemanha e da Suíça para povoar a região e contrabalançar os acadianos católicos romanos, fazendo com que o protestantismo se tornasse a religião predominante. Este grupo era conhecido como os protestantes estrangeiros. Esse esforço foi bem-sucedido e hoje a região de South Shore, na Nova Escócia, ainda é em grande parte protestante luterana. Depois da Expulsão dos acadianos a partir de 1755, um grande número de plantadores da Nova Inglaterra se estabeleceram nas terras desocupadas, trazendo com eles sua crença congregacionalista. Durante a década de 1770, guiado por Henry Alline, o movimento da Nova Luz do Grande Despertar varreu a região do Atlântico, convertendo muitos dos Congregacionalistas à nova teologia. Após a morte de Alline, muitos destes Newlights acabaram se tornando Batistas , tornando o Canadá Marítimo o coração do movimento Batista no Canadá.
O Ato de Quebec de 1774 reconheceu os direitos da Igreja Católica Romana em todo o Baixo Canadá a fim de manter os canadenses franceses leais à Coroa Britânica. O catolicismo romano ainda é a principal religião dos canadenses francofonos atualmente.
Igreja de São Paulo, Halifax, Nova Escócia, é a mais antiga igreja anglicana no Canadá ainda de pé, construída em 1750.
A Revolução Americana, iniciada em 1765, trouxe um grande influxo de protestantes para o Canadá quando os partidários do Império Unido, fugindo dos rebeldes Estados Unidos, mudaram-se em grande número para o Canadá Superior e os Marítimos. Eles compuseram uma mistura de grupos cristãos com um grande número de anglicanos, mas também muitos presbiterianos e metodistas.

### 1800 a 1900
Enquanto os anglicanos consolidaram seu domínio sobre as classes superiores, trabalhadores e fazendeiros responderam aos reavivamentos metodistas , freqüentemente patrocinados por pregadores visitantes dos Estados Unidos. Típico foi o Rev. James Caughey, um americano enviado pela Igreja Metodista Wesleyana de 1840 a 1864. Ele trouxe os convertidos pelo placar, mais notavelmente nos reavivamentos no Canadá Ocidental de 1851 a 1853. Sua técnica combinava emocionalismo contido com um claro apelo ao compromisso pessoal, juntamente com ações de acompanhamento para organizar o apoio dos convertidos. Foi uma época em que o movimento de santidade pegou fogo, com o revitalizado interesse de homens e mulheres pela  perfeição cristã. Caughey preencheu com sucesso a lacuna entre o estilo das reuniões campais anteriores e as necessidades de congregações metodistas mais sofisticadas nas cidades emergentes.
No início do século XIX, nos Marítimos e no Alto Canadá, a Igreja Anglicana manteve a mesma posição oficial que na Inglaterra. Isso causou tensão no Canadá inglês, já que grande parte da população não era anglicana. O aumento da imigração da Escócia criou uma comunidade Presbiteriana muito grande e eles e outros grupos exigiram direitos iguais. Esta foi uma importante causa da Rebelião de 1837 no Canadá Superior. Com a chegada de governos responsáveis, o monopólio anglicano foi encerrado.
No Baixo Canadá, a Igreja Católica Romana era oficialmente proeminente e tinha um papel central na cultura e na política da colônia. Ao contrário do Canadá inglês, o nacionalismo canadense francês tornou-se muito associado ao catolicismo romano. Durante este período, a Igreja Católica Romana na região tornou-se uma das mais reacionárias do mundo. Conhecido como catolicismo ultramontano, a igreja adotou posições condenando todas as manifestações do liberalismo.
Na política, aqueles alinhados com o clero católico romano em Quebec eram conhecidos como les bleus (o blues). Eles formaram uma curiosa aliança com os anglicanos monarquistas e pró-britânicos do Canadá inglês (geralmente membros da Ordem Laranja ) para formar a base do Partido Conservador Canadense. O Partido Reformista, que mais tarde se tornou o Partido Liberal, era em grande parte composto pelos anti-clericais canadenses franceses, conhecidos como les rouges (os vermelhos) e os grupos protestantes não anglicanos. Naqueles tempos, logo antes das eleições, os párocos faziam sermões ao seu rebanho onde diziam coisas como:Le ciel est bleu e l'enfer est rouge ("Céu / o céu é azul e o inferno é vermelho").
Em 1871, o censo nacional revelou 56,45% como protestantes, 42,80% como católicos romanos, 0,05% como pagãos, 0,03% como judeus, 0,02% como mórmons, 0,15% como irreligiosos e 0,49% como não especificado.
No final do século XIX, o pluralismo protestante se instalou no Canadá inglês. Enquanto grande parte da elite ainda era anglicana, outros grupos, incluindo os metodistas, também se tornaram muito proeminentes. As escolas e universidades criadas nessa época refletiam esse pluralismo, com grandes centros de aprendizagem sendo estabelecidos para cada fé. Um deles, o King's College, mais tarde a Universidade de Toronto, foi criado como uma escola não confessional. A influência da Ordem Laranja era forte, especialmente entre os imigrantes protestantes irlandeses, e compreendia uma poderosa força anticatólica na política de Ontário; sua influência desapareceu depois de 1920.
O final do século XIX também viu o início de uma grande mudança nos padrões de imigração canadenses. Um grande número de imigrantes irlandeses e do sul da Europa criava novas comunidades católicas romanas no Canadá inglês. O oeste do Canadá viu a chegada de importantes imigrantes ortodoxos orientais da Europa Oriental , bem como imigrantes mórmons e pentecostais dos Estados Unidos e da Irlanda .

### 1900 a 1960
Em 1919-1920, as cinco principais denominações protestantes do Canadá ( anglicana , batista , congregacional , metodista e presbiteriana ) empreenderam cooperativamente o "Movimento de Frente". O objetivo era levantar fundos e fortalecer a espiritualidade cristã no Canadá. O movimento invocou o nacionalismo anglófono ao vincular as doações às campanhas de empréstimo da vitória da Primeira Guerra Mundial e enfatizou a necessidade de fundos para canalizar os imigrantes. Centrado em Ontário a campanha foi um claro sucesso financeiro, arrecadando mais de US $ 11 milhões de dólares. No entanto, a campanha expôs divisões profundas entre os protestantes, com os evangelistas tradicionais falando de um relacionamento pessoal com Deus e as denominações mais liberais enfatizando o Evangelho Social e as boas obras. Ambas as facções (além dos anglicanos) concordaram com a proibição, que foi exigida pela WCTU.
Em 1931, os católicos romanos eram o maior corpo religioso do Canadá, com 4 milhões de pessoas. Em seguida, a Igreja Unida do Canadá (incluindo metodistas, congregacionalistas e presbiterianos), com 2 milhões; a Igreja Anglicana, com quase 2 milhões; e a Igreja Presbiteriana, com aproximadamente 870.000. O Canada Year Book 1936 relatou que "das seitas não cristãs, 155.614 ou 1.50% eram judeus, 24.087 ou 0.23% eram confucionistas, 15.784 ou 0.15% eram budistas e 5.008 ou 0.05% eram pagãos.
Os Ministérios Batistas Canadenses foram fundados em 1944. 
A dominação da sociedade canadense por elementos protestantes e católicos romanos continuou até ao século XX. Até à década de 1960 a maior parte do Canadá ainda tinha leis extensivas do Dia do Senhor que limitavam o que se poderia fazer no domingo. A elite canadense inglesa ainda era dominada por protestantes, e judeus e católicos romanos eram freqüentemente excluídos. Um lento processo de liberalização começou após a Segunda Guerra Mundial no Canadá Inglês. As leis abertamente cristãs foram eliminadas, incluindo aquelas contra a homossexualidade . Políticas que favorecem a imigração cristã também foram abolidas.
Em 1951, um censo nacional foi feito após a incorporação da província predominantemente protestante de Newfoundland e Labrador.
De acordo com estatísticas fornecidas pelo Statistics Canada, os protestantes detinham uma ligeira maioria no país entre 1871 e 1961. Apesar da grande população católica do Canadá francês, este fato é confirmado por nove censos nacionais consecutivos. Em 1961, os católicos romanos ultrapassaram os protestantes como o grupo religioso mais numeroso, embora ao contrário dos protestantes, os católicos nunca atingiram o status de maioria absoluta (mais de  50%).

### Anos 1960 e depois
A mudança mais avassaladora ocorreu durante a Revolução Silenciosa em Quebec nos anos 60. Até a década de 1950, a província era uma das áreas católicas romanas mais tradicionais do mundo. As taxas de freqüência à igreja eram altas e as escolas eram amplamente controladas pela Igreja. Nos anos 1960, a Igreja Católica perdeu a maior parte de sua influência no Quebec, e a religiosidade declinou drasticamente. Enquanto a maioria dos quebequenses ainda professam o rito latino-católico, os índices de freqüência à igreja diminuíram drasticamente, fazendo com que várias igrejas católicas estejam quase vazias em seus serviços e muitas paróquias sejam fechadas. Desde então, relações de direito comum , aborto e apoio para casamento entre pessoas do mesmo sexo são mais comuns no Quebec católico do que no resto do Canadá.
O Canadá inglês também passou pela secularização. A United Church of Canada, a maior denominação protestante do país, tornou-se uma das principais igrejas protestantes mais liberais do mundo. Flatt argumenta que, na década de 1960, as rápidas mudanças culturais do Canadá levaram a Igreja Unida a acabar com seus programas evangélicos e mudar sua identidade. Ele fez mudanças revolucionárias em suas campanhas evangelísticas, programas educacionais, posturas morais e imagem teológica. No entanto, o número de membros caiu drasticamente quando a Igreja Unida confirmou o compromisso com os direitos dos homossexuais, incluindo casamento e ordenação.
Em 1971, o Canadá era 47% católico (maioria no Canadá Francês), 41% protestante (maioria no Canadá Inglês), 4% outras religiões e 4% não afiliados.
Enquanto isso, uma forte corrente de protestantismo evangélico emergiu. Os maiores grupos são encontrados nas províncias do Atlântico e no oeste do Canadá, particularmente em Alberta, Southern Manitoba e no interior do Sul e na região de Fraser Valley na Columbia Britânica, também conhecida como "Canadian Bible Belt", bem como partes de Ontário fora da Grande Área de Toronto. O ambiente social é mais conservador, um pouco mais alinhado com o do Centro - Oeste e do Sul dos Estados Unidos, e o casamento entre pessoas do mesmo sexo, o aborto e as relações de direito comum são menos aceitos. Este movimento cresceu acentuadamente após 1960. Os evangélicos influenciam cada vez mais a política pública. No entanto, a proporção geral de evangélicos no Canadá permanece consideravelmente mais baixa que nos Estados Unidos e a polarização é muito menos intensa. Há muito poucos evangélicos em Quebec e nas maiores áreas urbanas, que geralmente são seculares, embora haja várias congregações acima de 1000 membros na maioria das grandes cidades.

## Religiões abraâmicas

### Fé Bahá'í
A comunidade canadense é uma das primeiras comunidades ocidentais de bahá'ís, em um ponto a partilha de uma Assembleia Espiritual Nacional conjunta com os Estados Unidos, e é um co-receptor de `Abdu'l-Bahá 's Epístolas do Plano Divino. A primeira mulher norte-americana a declarar-se bahá'í foi Kate C. Ives, de ascendência canadense, embora não morasse no Canadá na época. Moojan Momen, ao revisar "As Origens da Comunidade Bahá'í do Canadá, de 1898 a 1948", observa que "a família Magee ... recebeu o crédito de trazer a Fé Bahá'í para o Canadá. Edith Magee tornou-se bahá'í em 1898 em Chicago e voltou para sua casa em Londres, Ontário, onde quatro outros membros femininos de sua família se tornaram bahá'ís.

### Cristianismo
A maioria dos cristãos canadenses frequenta os cultos da igreja com pouca frequência. Pesquisas transnacionais de taxas de religiosidade, como o Pew Global Attitudes Project, indicam que, em média, os cristãos canadenses são menos observadores que os dos Estados Unidos, mas são ainda mais abertamente religiosos do que seus equivalentes na Europa Ocidental. Em 2002, 30% dos canadenses relataram aos pesquisadores do Pew que a religião era "muito importante" para eles. Uma pesquisa Gallup de 2005 mostrou que 28% dos canadenses consideram a religião "muito importante" (55% dos americanos e 19% dos britânicos dizem o mesmo). As diferenças regionais dentro do Canadá existem, no entanto, com a Colúmbia Britânica e Quebec reportando métricas especialmente baixas de observância religiosa tradicional, bem como uma divisão urbana-rural significativa, enquanto Alberta e Ontário rural viam altos índices de freqüência religiosa. As taxas de comparecimento semanal à igreja são contestadas, com estimativas que chegam a 11%, segundo a última pesquisa da Ipsos-Reid, e de até 25%, de acordo com a revista Christianity Today. Esta revista americana informou que três pesquisas conduzidas pela Focus on the Family, Time Canada e Vanier Institute of the Family mostraram que a freqüência à igreja aumentava pela primeira vez em uma geração, com freqüência semanal de 25%. Este número é semelhante às estatísticas relatadas pelo primeiro sociólogo canadense de religião, Prof. Reginald Bibby.da Universidade de Lethbridge, que estuda os padrões religiosos canadenses desde 1975. Embora seja mais baixa do que nos EUA, que relatou freqüência semanal à igreja em cerca de 40% desde a Segunda Guerra Mundial, as taxas semanais de freqüência à igreja são maiores do que as do norte da Europa.
Assim como as grandes igrejas - católicas, unidas e anglicanas, que juntas contam mais da metade da população canadense como adeptos nominais - o Canadá também tem muitos grupos cristãos menores, incluindo o cristianismo ortodoxo. A população egípcia em Ontário e Quebec (principalmente na Grande Toronto ) viu um grande afluxo da população copta ortodoxa em apenas algumas décadas. A relativamente grande população ucraniana de Manitoba e Saskatchewan produziu muitos seguidores das igrejas ucranianas católica e ucraniana ortodoxa, enquanto o sul de Manitoba foi colonizado em grande parte por menonitas. A concentração desses grupos menores geralmente varia muito em todo o país. Batistas são especialmente numerosos nos Marítimos . Os Maritimes, as províncias da pradaria e o sudoeste de Ontário têm números significativos de luteranos. O sudoeste de Ontário tem visto um grande número de imigrantes alemães e russos, incluindo muitos menonitas e huteritas, bem como um contingente significativo de reformados holandeses. Alberta viu uma imigração considerável das planícies americanas, criando uma significativa minoria mórmon naquela província. A Igreja de Jesus Cristo dos Santos dos Últimos Dias afirmou ter 178.102 membros (74.377 dos quais em Alberta) no final de 2007. [69] E de acordo com o relatório do ano das Testemunhas de Jeová há 111.963 membros ativos (membros que pregam ativamente) no Canadá.
O Canadá como nação está se tornando cada vez mais religiosamente diversificado, especialmente em grandes centros urbanos, como Toronto, Vancouver e Montreal, onde grupos minoritários e novos imigrantes que compõem o crescimento da maioria dos grupos religiosos se reúnem. Duas tendências significativas tornam-se claras quando a atual paisagem religiosa é examinada de perto. Uma delas é a perda de canadenses "secularizados" como participantes ativos e regulares nas igrejas e denominações nas quais cresceram, que eram esmagadoramente cristãs, enquanto essas igrejas permanecem como parte da identidade cultural dos canadenses. A outra é a crescente presença da imigração etnicamente diversificada dentro da composição religiosa do país.
Como os Protestantes tradicionais e os Católicos Romanos sofreram perdas drásticas nos últimos 30 anos, outros se expandiram rapidamente: em geral, 144% nas religiões "orientais" durante a década de 1981-1991. Considerando a crescente dependência do Canadá na imigração para sustentar uma baixa taxa de natalidade, a situação provavelmente continuará diversificando-se. Esse aumento no fluxo de imigrantes étnicos afeta não apenas os tipos de religiões representados no contexto canadense, mas também a composição cada vez mais multicultural e multilíngüe de denominações cristãs individuais. Comunidades Anglicanas e luteranas trabalham em fornecer serviços muito necessários para imigrantes novos para o contexto canadense em idioma Inglês.
Para algumas denominações protestantes, adaptar-se a um novo contexto secular significou ajustar-se aos seus papéis não institucionais na sociedade, concentrando-se cada vez mais na justiça social. No entanto, a atração entre membros religiosos conservadores e os mais radicais entre os membros da igreja é complicada pelo número de comunidades de imigrantes que podem desejar uma igreja que cumpra um papel mais 'institucionalmente completo' como um amortecedor neste novo país. a tensão encheu os debates sobre o casamento entre pessoas do mesmo sexo , a ordenação de homossexuais, ou o papel das mulheres na igreja. Isto, naturalmente, dependerá do pano de fundo da população imigrante, como em Hong Kong contexto onde a ordenação de Florence Li Tim-Oi aconteceu muito antes da ordenação de mulheres ser levantada no nível da igreja anglicana no Canadá.
```
Atender às necessidades e desejos de diferentes aspectos das populações canadenses  faz um difícil equilíbrio para as várias igrejas tradicionais que precisam de dinheiro e paroquianos ativos em uma época em que 16% dos canadenses se identificam como não religiosos e religiosos. até dois terços daqueles que se identificam com uma denominação usam a igreja apenas para seus rituais de ciclo de vida que regem o nascimento, o casamento e a morte.
[
67
]
```

Partes evangélicas dos grupos protestantes também proclamam seu crescimento, mas, como observa Roger O'Tool, elas compõem 7% da população canadense e parecem ganhar a maior parte de seu crescimento a partir de uma taxa de natalidade maior. O que é significativo é a maior participação de seus membros em contraste com os Protestantes Principais e os Católicos Romanos. Este alto compromisso parece se traduzir no tipo de poder político que os evangélicos desfrutam nos Estados Unidos, mas apesar do histórico historicamente cristão do Canadá, como observa Beaman "... [formando] o pano de fundo para o processo social"  A religiosidade explícita parece não ter efetivamente levado o governo a uma discriminação legal contra o casamento gay. Como muitos católicos romanos em Quebec ignoram a posição da Igreja sobre controle de natalidade, aborto ou sexo antes do casamento , as igrejas não ditam grande parte da vida cotidiana dos canadenses que se dizem católicos.
Porcentagem de canadenses que se identificam como cristãos por província ou território.
Houve uma grande revitalização religiosa em Toronto nos anos noventa conhecida como a Bênção de Toronto em uma pequena igreja Vineyard perto do Aeroporto Internacional Toronto Pearson. Este evento religioso foi a maior atração turística de Toronto no ano de 1994. Este evento foi caracterizado por um êxtase religioso incomum, como ser morto no Espírito , rindo incontrolavelmente e outros comportamentos estranhos.
Um estudo de 2015 estima cerca de 43.000 crentes em Cristo de origem muçulmana no Canadá, a maioria dos quais pertence à tradição evangélica protestante.